# Ambagarh Chowki
Ambagarh Chowki is een nagar panchayat (plaats) in het district Rajnandgaon van de Indiase staat Chhattisgarh. 

## Demografie
Volgens de Indiase volkstelling van 2001 wonen er 8.494 mensen in Ambagarh Chowki, waarvan 49% mannelijk en 51% vrouwelijk is. De plaats heeft een alfabetiseringsgraad van 79%. 